# Disabilità nei cartoni animati
Fra le varie iniziative spese per sensibilizzare l'opinione pubblica in favore delle problematiche legate alla condizione di disabilità, v'è stata anche la veicolazione di messaggi sensibilizzanti attraverso il mezzo del cartone animato. Nei metraggi animati sotto elencati i disabili diventano protagonisti delle storie e delle situazioni narrate, mostrando la disabilità come una "diversa abilità" o, come nel caso dei "Muscoli di cartone", si mostrano le piccole grandi tragedie di chi non è in grado di essere autosufficiente.

## Cronologia
- 1928 - Anno originale del debutto del cortometraggio animato statunitense Steamboat Willie con Topolino prima delle serie animate statunitensi successive per anni.
- 1977 - Anno del debutto sulle reti Rai della serie anime Heidi la cui protagonista conosce una cara amica di nome Clara costretta su una sedia a rotelle dalla Poliomielite.
- 1985 - Anno di debutto della serie TV francese Clémentine; la piccola Clémentine perde l'uso delle gambe a causa di un attentato, ma durante i sogni riesce ad immaginarsi in piena salute ed in grado di difendersi da chi le vuole male.
- 2001 - Dopo due anni di lavoro prende il via la campagna pubblicitaria: Muscoli di cartone, promossa dalla Uildm (Unione Italiana Lotta alla Distrofia Muscolare). La campagna si compone di 3 cortometraggi pubblicitari realizzati in animazione classica: Decide chi progetta, La mosca, e Sport; questi spot non si rivolgono ad un pubblico in particolare.[1][2]
- 2003 - Anno della pubblicazione della serie TV italiana Le storie di Anna; in questa serie la protagonista è Anna, una ragazza che nonostante l'infermità alle gambe mantiene un'incredibile vivacità e voglia di vivere.
- 2007 - È del 12 novembre 2007 la notizia della campagna di sensibilizzazione britannica: Creature Discomforts. La Aardman Animations, creatrice di Wallace & Gromit, su incarico della Leonard Cheshire Disability, ha creato la versione disabile della popolare serie britannica di pupazzi in plastilina: Creature Comforts. Il doppiaggio de i Creature Discomforts è stato affidato alle voci di persone con problemi di disabilità, proprio per raggiungere una maggiore verosimiglianza. Al contrario della campagna italiana "Muscoli di cartone", questa serie si rivolge esplicitamente ad un pubblico di giovanissimi, mostrando le peripezie di un gruppo di simpatici animali gravati da infermità varie (alcuni sono sulla sedia a rotelle, altri camminano con le stampelle, alcuni si muovono con un carrello), incapaci di arrendersi ai loro limiti.[3][4]